# Jacob Skaarup Schjødt
Jacob Skaarup Schjødt (født 26. februar 1980 i Trørød) er en dansk teaterinstruktør, der siden 2021 har været teaterdirektør for Odense Teater.
Jacob Skaarup Schjødt er bachelor i teatervidenskab og retorik fra Københavns Universitet i 2005 og sceneinstruktør fra Statens Teaterskole i 2011 og har siden været instruktør på flere af landet store teatre. Han har blandt andet instrueret Venus in Fur og Jordens søjler på Østre Gasværk Teater.
Han modtog i 2012 årets Talent-Reumert og i 2016 Årets Reumert for årets forestilling (Lad den rette komme ind, Odense Teater). Derudover var han nomineret til Årets Reumert i kategorien årets instruktør i 2018, 2019 og 2021.
Ved siden af sit virke på Odense Teater er Jacob Skaarup Schjødt medlem af bestyrelsen for Dansk Teater og ekstern censor ved Den Danske Scenekunstskole, hvor han også har siddet i aftagerpanelet.